# 天﨑滉平・大塚剛央の「僕たちもう、フレンドですよね?」
『天﨑滉平・大塚剛央の「僕たちもう、フレンドですよね？」』（あまさきこうへい おおつかたけおのぼくたちもうフレンドですよね）は、2017年1月10日より音泉で配信されているラジオ番組。番組愛称は「ぼくフレ」。
本項ではリニューアル後ラジオ「ぼくたち、まだフレッシュですかね？」についても取り扱う。

## 番組概要

### 僕たちもう、フレンドですよね？
「友達の少ない新人声優の2人が業界内に友達を沢山作る」という趣旨で2017年1月10日に開始。
番組を通して出来た友達を「フレンド」とし、声優キャリアとして先輩である村田太志、古川慎、三上哲、興津和幸へは「パイフレ」の呼称を採用している。
当初は達成したフレンド条件の数によってスタンプを押印するフレンドカードを渡していたが、番組リニューアルに伴い廃止。リニューアル後はゲストにプロフィールを記入させた「友達帳」の内容を番組パーソナリティが吟味し、フレンド認定をする方式となっている。
兄弟番組として配信されている、熊谷健太郎、野上翔がパーソナリティを務める「くまがみ珈琲店〜プレミアムブレンド〜」とはプロデューサー・作家が共通しており、合同イベントの開催や番組の垣根を越えた出演も多い。「くまがみ」において天﨑滉平は「農場長」、大塚剛央は「王子」として珈琲店の経営に参画している。
2019年3月26日放送の市川太一ゲスト回において番組内フレンドが10人に到達したため、「友達を作る」目標は一旦休止。番組開始から2年2ヶ月での達成であった。その後新たな目的として、新設されたアニラジアワード「BEST CUTE RADIOかわいいラジオ賞」の受賞を狙うため、ぼくフレかわいい化計画と称し番組内コーナー名を全て変更したが、前述の目標を達成したため、2020年4月7日に再度変更されている。
第5回アニラジアワード（2018年度）にて、この回から新設された「BEST CUTE RADIO かわいいラジオ賞」にノミネート。
第6回アニラジアワード（2019年度）では、前年に引き続き「BEST CUTE RADIO かわいいラジオ賞」にノミネートし、男性パーソナリティとしては初の受賞となった。
2019年4月より、新たに開設されたニコニコチャンネル「インターネットラジオステーション＜音泉＞プレミアムサポーター男湯」においても配信が行われ、不定期に会員向けのニコニコ生放送を行っている。
新型コロナウイルスに関する緊急事態宣言を受け2020年4月14日配信の第168回以降更新を休止していたが、同年6月2日より隔週配信での更新を再開した。
2021年10月17日、生放送内にて番組初となるテーマソングを歌唱。放送200回を迎えたことによる番組のリニューアルを発表し、同年11月2日より、音泉プレミアムサポーター及び音泉男湯チャンネル会員に向けたプレミアムパートを開設した。
2023年9月25日にニコニコ生放送にて行われた放送により、番組終了と後述のリニューアル番組の配信が決定。打ち合わせ中の思い付きに拠るものが大きく、パーソナリティ・スタッフ共に変更はないためパーソナリティ曰く「新装版」であるとのこと。
2024年3月3日に同番組のファイナルイベントを開催した。サプライズゲストとして登場した室元気によるパーソナリティ2人の𝕏アカウントへの『ブロック解除式』が執り行われた。

### ぼくたち、まだフレッシュですかね？
デビューからキャリアを重ねても、まだまだフレッシュな天﨑滉平、大塚剛央が、実際にフレッシュでい続けるためにどうすればいいか、リスナーの力を借りながら様々な企画に挑戦していく番組として2023年10月17日より開始した。

## コーナー

### 僕たちもう、フレンドですよね？
1週間トーク
1週間にあった出来事を共有するコーナー。
なりきり！おともだち道場
より多くの友達をつくるため、リスナーから募集した「モノ」の「友達になる瞬間」を研究するコーナー。
ぼくフレディベートKING決定戦
2人がディベートでバトルを繰り広げ「ディベートKING」を決定するコーナー。
天﨑・大塚の魂のワンレター
リスナーメールに対して、2人が渾身の背中を押す言葉を色紙にしたためて発表するコーナー。
放課後まどろみタイム
プレミアムパート新設に伴い、206回より会員限定コーナーとなった。読み切れなかったメールを読んだりこぼれ話をしたりするコーナー。

### ぼくたち、まだフレッシュですかね？
フレッシュ掲示板
パーソナリティへのメッセージや感想、突発で募集したコーナーメールなどを読むコーナー。
教授と助手
「フェチ」や「周りには理解されないけど好きなもの」「見たり、聞いたり、触ったりするとゾクゾクするもの」などを募集し、天﨑教授と助手の大塚が理解できるかを判定するコーナー。
イマジナリーフレッシュをさがせ！
フレッシュな声優であることを維持するため、フレッシュな声優の概念を募集し真のフレッシュを探すコーナー。
天﨑・大塚のアップデート計画
フレッシュな世代のリスナーからリアルな情報を送ってもらいパーソナリティのフレッシュさをアップデートするコーナー。
フレッシュ知恵袋
リスナーからのお悩み相談に対し、2人が一文字で回答するコーナー。

### 旧コーナー

#### 僕たちもう、フレンドですよね？
- そのキッカケ、イイね！
- Fリーグ・ラインジャッジ
- 友達が多いのはこんなヤツ
- 47都道府県リスナー探しの旅
- 100回記念！フレン度チェック！
- ぼくフレかわいい化計画 2019
- 俺たちが愛した平成
- たけてぃープレゼンツ「お初にお目にかかります！」
- あまにゃんの「今夜はプレミアム赤飯」
- プロフェッサー天﨑研究所
- レンポコ悩み相談室
- ぼくフレを救え！商品開発部
- ぼくフレローカルルール会議室

## ゲスト

### 本放送

#### 僕たちもう、フレンドですよね？
| 配信回  | 配信日   | ゲスト                                         | 備考                                                                                         |
| 2017年  | 2017年   | 2017年                                         | 2017年                                                                                       |
| ------- | -------- | ---------------------------------------------- | -------------------------------------------------------------------------------------------- |
| ＃4     | 2月1日   | 熊谷健太郎                                     |                                                                                              |
| ＃8     | 3月1日   | 羽多野渉、熊谷健太郎                           | 公開録音                                                                                     |
| ＃16    | 4月25日  | 熊谷健太郎、深川和征                           |                                                                                              |
| ＃26    | 7月4日   | 石谷春貴                                       |                                                                                              |
| ＃35    | 9月5日   | 野上翔、熊谷健太郎                             | 『くまがみ珈琲店〜プレミアムブレンド〜』番宣ゲスト                                           |
| ＃42    | 10月24日 | 野上翔、石谷春貴、熊谷健太郎、深川和征         |                                                                                              |
| ＃43    | 10月31日 | 木村昴                                         | 『ヒプノシスマイク』宣伝ゲスト                                                               |
| ＃51    | 12月26日 | 熊谷健太郎、深川和征                           | 公開録音                                                                                     |
| 2018年  |          |                                                |                                                                                              |
| ＃53    | 1月16日  | 石谷春貴                                       |                                                                                              |
| ＃63    | 3月27日  | 村田太志                                       |                                                                                              |
| ＃64    | 4月3日   | 古川慎                                         |                                                                                              |
| ＃69    | 5月8日   | 村田太志、室元気                               |                                                                                              |
| ＃70    | 5月15日  | 野上翔、熊谷健太郎                             | 公開録音                                                                                     |
| ＃71    | 5月22日  | 野上翔、熊谷健太郎                             |                                                                                              |
| ＃74    | 6月12日  | 天野七瑠、五十嵐巧巳                           | 『Claw Knightsの名前だけでも！』番宣ゲスト                                                   |
| ＃81    | 7月31日  | 室元気                                         |                                                                                              |
| ＃93    | 10月23日 | 熊谷健太郎、深川和征、石谷春貴、野上翔、室元気 | 公開録音                                                                                     |
| ＃102   | 12月25日 | 三上哲                                         |                                                                                              |
| 2019年  |          |                                                |                                                                                              |
| ＃114   | 3月26日  | 市川太一                                       |                                                                                              |
| ＃115   | 4月2日   | 小宮逸人、榊原優希                             | 『Readyyy!』宣伝ゲスト                                                                       |
| ＃123   | 5月28日  | 汐谷文康、浦尾岳大                             |                                                                                              |
| ＃128   | 7月2日   | 永塚拓馬                                       |                                                                                              |
| ＃130   | 7月16日  | 佐藤祐吾、古畑恵介                             |                                                                                              |
| ＃131   | 7月23日  | 永塚拓馬、熊谷健太郎、浦尾岳大、古畑恵介       | 公開録音                                                                                     |
| ＃132   | 7月30日  | 冨沢竜也                                       | 『「Love Trianglar Vol.1・Vol.2」リリース記念 冨沢竜也・久保田秀敏トークイベント』宣伝ゲスト |
| ＃143   | 10月15日 | 佐藤元                                         | 天﨑の代打パーソナリティ                                                                     |
| ＃144-1 | 10月22日 | 三上哲                                         | 公開録音                                                                                     |
| ＃144-2 | 10月22日 | 熊谷健太郎                                     | 公開録音                                                                                     |
| 2020年  |          |                                                |                                                                                              |
| ＃160   | 2月18日  | 石井孝英                                       |                                                                                              |
| ＃163   | 3月10日  | Sugar                                          |                                                                                              |
| 2021年  |          |                                                |                                                                                              |
| ＃207   | 11月16日 | 堀江瞬                                         | 『FABULOUS NIGHT』コラボゲスト                                                               |
| 2022年  |          |                                                |                                                                                              |
| ＃212   | 1月25日  | 宮﨑雅也                                       |                                                                                              |
| ＃213   | 2月8日   | 小林大紀                                       |                                                                                              |
| ＃215   | 3月8日   | 熊谷健太郎                                     |                                                                                              |
| ＃216   | 3月22日  | 伊瀬結陸                                       |                                                                                              |
| ＃218   | 4月19日  | 広瀬裕也                                       | 『FABULOUS NIGHT』コラボゲスト                                                               |
| ＃219   | 5月3日   | 八代拓                                         | 『FABULOUS NIGHT』コラボゲスト                                                               |
| ＃222   | 6月14日  | 永塚拓馬                                       |                                                                                              |
| ＃232   | 11月1日  | 野上翔、熊谷健太郎                             |                                                                                              |
| ＃233   | 11月15日 | 宮﨑雅也                                       |                                                                                              |
| 2023年  |          |                                                |                                                                                              |
| ＃239   | 2月7日   | 宮﨑雅也                                       |                                                                                              |
| ＃242   | 3月21日  | 髙木朋弥                                       | 『FABULOUS NIGHT』コラボゲスト                                                               |
| ＃245   | 5月2日   | 鈴木達央                                       | 『FABULOUS NIGHT』コラボゲスト                                                               |
| ＃253   | 8月22日  | 堀江瞬                                         | 『FABULOUS NIGHT』コラボゲスト                                                               |

### ぼくたち、まだフレッシュですかね？
| 配信回 | 配信日   | ゲスト     | 備考                     |
| 2023年 | 2023年   | 2023年     | 2023年                   |
| ------ | -------- | ---------- | ------------------------ |
| ＃3    | 11月14日 | 高塚智人   |                          |
| 2024年 |          |            |                          |
| ＃13   | 4月2日   | 下野紘     |                          |
| ＃15   | 4月30日  | 杉田智和   |                          |
| ＃17   | 5月28日  | 伊瀬結陸   |                          |
| ＃21   | 7月23日  | 小林大紀   |                          |
| ＃26   | 10月1日  | 徳留慎乃佑 | 大塚の代打パーソナリティ |
| ＃28   | 10月29日 | 小林親弘   |                          |
| 2025年 |          |            |                          |
| ＃36   | 3月4日   | 利根健太朗 | 天﨑の代打パーソナリティ |
| ＃45   | 6月24日  | 浦和希     |                          |

## 生放送
インターネットラジオステーション＜音泉＞プレミアムサポーター男湯にて、参加番組の持ち回り制にて番組名を冠した生放送の他、各番組から選出されたメンバーでの生放送を行っている。

### 本放送

#### 僕たちもう、フレンドですよね？
| 放送日         | ゲスト                        | 備考                                                                      |
| -------------- | ----------------------------- | ------------------------------------------------------------------------- |
| 2019年7月26日  | 浦尾岳大、佐藤祐吾            |                                                                           |
| 2019年12月12日 | 石谷春貴、市川太一、一条さん♪ |                                                                           |
| 2020年3月6日   | なし                          |                                                                           |
| 2020年3月8日   | 野上翔、村田太志、石井孝英    | ぼくフレかわいいラジオ賞受賞（予定）記念イベント振替放送                  |
| 2020年8月16日  | 永塚拓馬、佐藤元              |                                                                           |
| 2020年10月17日 | 興津和幸、永塚拓馬            | 誕生日会2020                                                              |
| 2021年1月10日  | 熊谷健太郎                    |                                                                           |
| 2021年8月5日   | なし                          |                                                                           |
| 2021年10月17日 | 熊谷健太郎、住谷哲栄          | 誕生日会2021                                                              |
| 2021年12月17日 | 広瀬裕也                      | 天﨑滉平・大塚剛央の「僕たちもう、フレンドですよね？」×ファビュラスナイト |
| 2021年12月28日 | 石谷春貴、小林親弘、竹内栄治  | いしみがき×ぼくフレ 忘年会合同ニコ生2021                                  |
| 2022年3月26日  | 西川貴教                      | 『ファビュラスナイト』×「ぼくフレ」AnimeJapanスペシャル生配信             |
| 2022年5月26日  | なし                          | 「僕たちもう、フレンドですよね？」×ファビュラスナイト コラボ生配信        |
| 2022年12月7日  | 伊瀬結陸                      |                                                                           |
| 2023年2月7日   | 宮﨑雅也                      |                                                                           |
| 2023年3月17日  | 髙木朋弥                      | 「僕たちもう、フレンドですよね？」×ファビュラスナイト コラボ生配信        |
| 2023年4月30日  | 鈴木達央                      | 「僕たちもう、フレンドですよね？」×ファビュラスナイト コラボ生配信        |
| 2023年6月30日  | なし                          |                                                                           |
| 2023年9月25日  | なし                          |                                                                           |

#### ぼくたち、まだフレッシュですかね？
| 放送日         | ゲスト | 備考 |
| -------------- | ------ | ---- |
| 2023年10月26日 | なし   |      |

### その他
| 放送日         | タイトル                                                               | 出演者                                                                                 |
| -------------- | ---------------------------------------------------------------------- | -------------------------------------------------------------------------------------- |
| 2020年6月26日  | 音泉ニコニコチャンネル男湯（ちょっと遅めの開設1周年記念ニコ生）        | 天﨑滉平、熊谷健太郎、石谷春貴、梶原岳人                                               |
| 2020年8月15日  | 夏のボドゲ選手権大会＠ニコニコネット超会議2020夏                       | 大塚剛央、石谷春貴、笠間淳                                                             |
| 2021年1月10日  | 音泉男湯チャンネル合同新年会２０２１                                   | 天﨑滉平、大塚剛央、熊谷健太郎、石谷春貴、濱野大輝、笠間淳、梶原岳人、阿座上洋平       |
| 2021年4月24日  | ＜音泉＞プレミアムサポーター男湯CH 2周年記念ニコ生特番！ @超声優祭2021 | 天﨑滉平、大塚剛央、野上翔、熊谷健太郎、笠間淳、梶原岳人、石谷春貴                     |
| 2021年9月19日  | 音泉男湯学園祭 絆～Be together as one～                                | 天﨑滉平、大塚剛央、野上翔、熊谷健太郎、笠間淳、梶原岳人、石谷春貴、小林親弘、竹内栄治 |
| 2022年4月24日  | ＜音泉＞プレミアムサポーター男湯CH 3周年記念ニコ生特番 @超声優祭2022   | 天﨑滉平、野上翔、笠間淳、梶原岳人、石谷春貴                                           |
| 2022年10月30日 | スペシャルなニコ生                                                     | 天﨑滉平、大塚剛央、熊谷健太郎、野上翔                                                 |

## ディスコグラフィ

### ぼくフレ
収録曲
1. ぼくフレ
  - 作詞 - 泉典孝 / 作曲 - 杉原亮 / 歌 - 天﨑滉平、大塚剛央

2. ぼくフレ (Instrumental)

### キミに届けるフレンちわ
収録曲
1. キミに届けるフレンちわ
  - 作詞 - Ryuichi Okamoto / 作曲 - Ryuichi Okamoto / 歌 - 天﨑滉平、大塚剛央

2. キミに届けるフレンちわ (Instrumental)

## 受賞歴
- 第6回アニラジアワード[10]

BEST CUTE RADIO かわいいラジオ賞

## 関連商品
発売はすべてタブリエ・コミュニケーションズ。

### 僕たちもう、フレンドですよね？
- テイスティングブロマイドセット[1]（2018年5月23日）
- テイスティング缶バッジセット[1]（2018年5月23日）
- 夏の思い出ブロマイド[1]（2018年5月23日）
- クリアファイルセット[1]（2018年10月20日）
- 2018バースデーブロマイドセット[1]（2018年10月20日）
  - 熊ちゃんセット
  - おカズセット
  - ハルくんセット
  - のがみんセット
  - 友の会セット
  - むろまいど
- 2019卓上カレンダー[1]（2018年12月29日）
- KAWAIIへの道ブロマイドセット[1]（2019年7月21日）
- 2019バースデーブロマイドセット[1]（2019年11月6日）
  - 熊ちゃんセット
  - さとしくんセット
- ポストカードセット[1]（2019年11月6日）
- KAWAIIへの道完結編ブロマイド[1]（2020年3月18日）
- スマートフォンスタンド[1]（2021年9月4日）
- ミニキャララバーストラップセット[1]（2021年9月4日）

### ぼくたち、まだフレッシュですかね？
- もぎたてブロマイドセット（2023年12月9日）
- つみたてブロマイドセット（2023年12月30日）
- とれたてブロマイドセット（2024年1月21日）
- うれたてブロマイドセット（2024年3月3日）
- フレッシュ缶バッジ
- ぼくフレアニバーサリー2024アクリルスタンドセット/Aセット（2024年10月20日）
- ぼくフレアニバーサリー2024アクリルスタンドセット/Bセット（2024年10月20日）
- アニバーサリー2024ブロマイド/Aセット（2024年10月20日）
- アニバーサリー2024ブロマイド/Bセット（2024年10月20日）
- アニバーサリー2024ブロマイド/Cセット（2024年10月20日）

### DJCD

#### 僕たちもう、フレンドですよね？
- 友達の第一歩CD[1]（2017年2月18日）
- 友達になってからの第2歩CD[1]（2017年12月24日）
- お初にテイスティングCD〜プレ赤を添えて〜[1]（2018年5月12日）
- 「僕たちもう、フレンドです！」誕生日イベント企画会議CD[1]（2018年10月20日）
- 友達になってからの第3歩CD[1]（2018年10月20日）
- KAWAIIへの道〜占い編〜[1]（2019年9月25日）
- 誕生日は徳島でお祝いCD[1]（2019年11月27日）
- 200回アニバーサリーCD[1]（2021年9月4日）
- 天﨑滉平・大塚剛央の「僕たち、もうフレンドですよね？」メモリアルCD（2024年4月）

#### ぼくたち、まだフレッシュですかね？
- 天﨑滉平・大塚剛央の「ぼくたち、まだフレッシュですかね？」フレッシュもぎたてCD（2023年12月9日）
- 天﨑滉平・大塚剛央の「ぼくたち、まだフレッシュですかね？」フレッシュつみたてCD（2023年12月30日）
- 天﨑滉平・大塚剛央の「ぼくたち、まだフレッシュですかね？」フレッシュとれたてCD（2024年1月21日）

### 非売品

#### 僕たちもう、フレンドですよね？
- ＜音泉＞スペシャルCD[11][12]
  - 2017冬
  - 2018夏
  - 2018冬
  - 2019夏
  - 2019冬
  - 2020夏
  - 2020冬
  - 2021夏
  - 2021冬
  - 2022夏
  - 2022冬
- 音泉サプリCD[13][14][15][16]

- - 2018春
  - 2019
  - 2020
  - 2021
- ニコニコチャンネル男湯スペシャルCD[17]

#### ぼくたち、まだフレッシュですかね？
- 音泉スペシャルカード2023冬

### DVD
- 天﨑滉平・大塚剛央の「僕たちもう、フレンドですよね？」KAWAIIへの道・完結編〜かわいい旅夢気分〜[1]（2020年3月18日）
- 「天﨑滉平・大塚剛央の「僕たちもう、フレンドですよね？」×くまがみ珈琲店〜プレミアムブレンド〜」みんなでキャンプDVD（2023年2月19日）
- 天﨑滉平・大塚剛央の「ぼくたち、まだフレッシュですかね？」アニバーサリーDVD（2024年11月27日）

## 公開録音・イベント

### 単独イベント

#### 僕たちもう、フレンドですよね？
| 開催日         | イベント名                                                                       | 会場                                 | ゲスト                                         |
| -------------- | -------------------------------------------------------------------------------- | ------------------------------------ | ---------------------------------------------- |
| 2017年12月24日 | 「僕たちもう、フレンドですよね？」クリスマスパーティー公開録音                   | パセラリゾーツ横浜ハマボールイアス店 | 熊谷健太郎、深川和征                           |
| 2018年10月20日 | 僕たちもう、フレンドですよね？誕生日パーティー in WARABI                         | 蕨市民会館                           | 熊谷健太郎、野上翔、石谷春貴、深川和征、室元気 |
| 2019年10月13日 | マチ★アソビ（中止）                                                              | 藍場浜公園                           | なし                                           |
| 2019年10月20日 | 「僕たちもう、フレンドですよね？」誕生日イベント2019                             | パセラリゾーツ銀座店                 | 三上哲、熊谷健太郎                             |
| 2020年3月8日   | ぼくフレかわいいラジオ賞受賞（予定）記念イベント（中止）                         | HY TOWN HALL                         | 野上翔、村田太志、石井孝英                     |
| 2022年3月20日  | 天﨑滉平・大塚剛央の「僕たちもう、フレンドですよね？」テーマソング発売記念ライブ | ベノア銀座                           | なし                                           |
| 2022年3月26日  | 『ファビュラスナイト』×「ぼくフレ」AJスペシャル生配信                            | 東京ビッグサイト                     | 西川貴教                                       |
| 2023年4月30日  | 『ファビュラスナイト』｢ホスト・ロワイヤル2023 結果発表｣                          | アニメイトアネックス4F               | 鈴木達央                                       |
| 2024年3月3日   | 天﨑滉平・大塚剛央の「僕たち、もうフレンドですよね？」ファイナルイベント         | 新宿村LIVE                           | 室元気                                         |

#### ぼくたち、まだフレッシュですかね？
| 開催日         | イベント名                                                                       | 会場                   | ゲスト           |
| -------------- | -------------------------------------------------------------------------------- | ---------------------- | ---------------- |
| 2023年12月9日  | 天﨑滉平・大塚剛央の「ぼくたち、まだフレッシュですかね？」フレッシュイベント01   | グレースバリ銀座       | なし             |
| 2024年1月21日  | 天﨑滉平・大塚剛央の「ぼくたち、まだフレッシュですかね？」フレッシュイベント03   | 秋葉原エンタス         | なし             |
| 2024年10月20日 | 天﨑滉平・大塚剛央の「ぼくたち、まだフレッシュですかね？」バースデーイベント2024 | DDD 青山クロスシアター | 浦和希、小林親弘 |
| 2025年10月12日 | 天崎滉平･大塚剛央の「ぼくたち、まだフレッシュですかね?」バースデーイベント2025   | 牛込箪笥区民ホール     | 戸谷菊之介       |

### 合同イベント

#### 僕たちもう、フレンドですよね？
| 開催日        | イベント名                                                                                   | 会場             | 出演者                                                                                           |
| ------------- | -------------------------------------------------------------------------------------------- | ---------------- | ------------------------------------------------------------------------------------------------ |
| 2017年2月18日 | ＜音泉＞男性声優新番組・コラボ＆公録祭り                                                     | よみうりランド   | 天﨑滉平、大塚剛央、熊谷健太郎、羽多野渉、佐藤拓也、阿座上洋平、市川太一                         |
| 2018年5月12日 | 「僕たちもう、フレンドですよね？」×「くまがみ珈琲店〜プレミアムブレンド〜」合同公開録音      | 浜離宮朝日ホール | 天﨑滉平、大塚剛央、熊谷健太郎、野上翔                                                           |
| 2019年7月21日 | インターネットラジオステーション＜音泉＞プレミアムサポーター男湯開設記念イベント〜男湯祭り〜 | 山野ホール       | 天﨑滉平、大塚剛央、熊谷健太郎、野上翔、汐谷文康、浦尾岳大、佐藤祐吾、古畑恵介、永塚拓馬、笠間淳 |

#### ぼくたち、まだフレッシュですかね？
| 開催日         | イベント名                     | 会場           | 出演者             |
| -------------- | ------------------------------ | -------------- | ------------------ |
| 2023年12月30日 | ONSEN POP-UP EVENT in エンタス | 秋葉原エンタス | 天﨑滉平、大塚剛央 |

## コラボ
- 音泉×SWEETS PARADISE コラボカフェ[18]（2018年4月13日 - 2018年4月30日）
- 音泉×CoLaBoNo コラボカフェ[19]（2018年5月23日 - 2018年6月17日）
- 音泉×トロとパズル〜どこでもいっしょ〜[20]（2019年9月27日）
- 天﨑滉平・大塚剛央の「僕たちもう、フレンドですよね？」×ファビュラスナイト（2021年11月2日 - 2021年12月17日、2022年3月26日 - 2022年5月26日、2023年3月21日 - 2023年5月2日、2023年8月22日）